# Arena Stade Couvert de Liévin
Arena stade couvert de Liévin (dawniej Stade couvert régional) – francuska hala sportowo-widowiskowa w Liévin. Może pomieścić 6000 widzów, a podczas koncertów 14 000. Jest wykorzystywana do sportowych wydarzeń, jak również do koncertów. W 1987 odbyły się Halowe Mistrzostwa Europy w Lekkoatletyce. W 2011 zmieniono nazwę hali ze Stade couvert régional na Arena stade couvert de Liévin.